# Dacza (obwód doniecki)
Dacza (ukr. Дача) – wieś na Ukrainie, w obwodzie donieckim, w rejonie bachmuckim. W 2001 liczyła 39 mieszkańców, spośród których 25 posługiwało się językiem ukraińskim, a 14 rosyjskim.